# Serie Mundial de 2011
La Serie Mundial de 2011 fue disputada entre los St. Louis Cardinals y los Texas Rangers. Fue ganada por los Cardinals en siete juegos, quienes lograron su undécimo título de las Grandes Ligas de Béisbol y por segunda ocasión desde la temporada del 2006. Arribaron a la postemporada obteniendo el comodín de la temporada regular, y ganaron la serie divisional a los Philadelphia Phillies (3-2), y el banderín de la Liga Nacional a los Milwaukee Brewers (4-2).
Por su parte, para los Rangers era su segundo clásico de otoño de manera consecutiva como campeones de la Liga Americana. En la temporada de 2011, ganaron la división oeste con un total de 96 victorias y 66 derrotas, y en postemporada se adjudicaron la serie divisional ante los Tampa Bay Rays en cuatro juegos (3-1), y el banderín de la liga frente a los Detroit Tigers (4-2).

## Desarrollo

### Juego 1
Nota: Entre paréntesis se indica la estadística del lanzador abridor y la jugada que llevó al pelotero a tomar una de las bases.
| Equipo              | 1 | 2 | 3 | 4 | 5 | 6 | 7 | 8 | 9 | C | H | E |
| ------------------- | - | - | - | - | - | - | - | - | - | - | - | - |
| Texas Rangers       | 0 | 0 | 0 | 0 | 2 | 0 | 0 | 0 | 0 | 2 | 6 | 0 |
| St. Louis Cardinals | 0 | 0 | 0 | 2 | 0 | 1 | 0 | 0 | x | 3 | 6 | 0 |

LG: Chris Carpenter (1-0)  LP: C. J. Wilson (0-1)  SV: Jason Motte (1)  
HRs:  TEX – Mike Napoli (1)

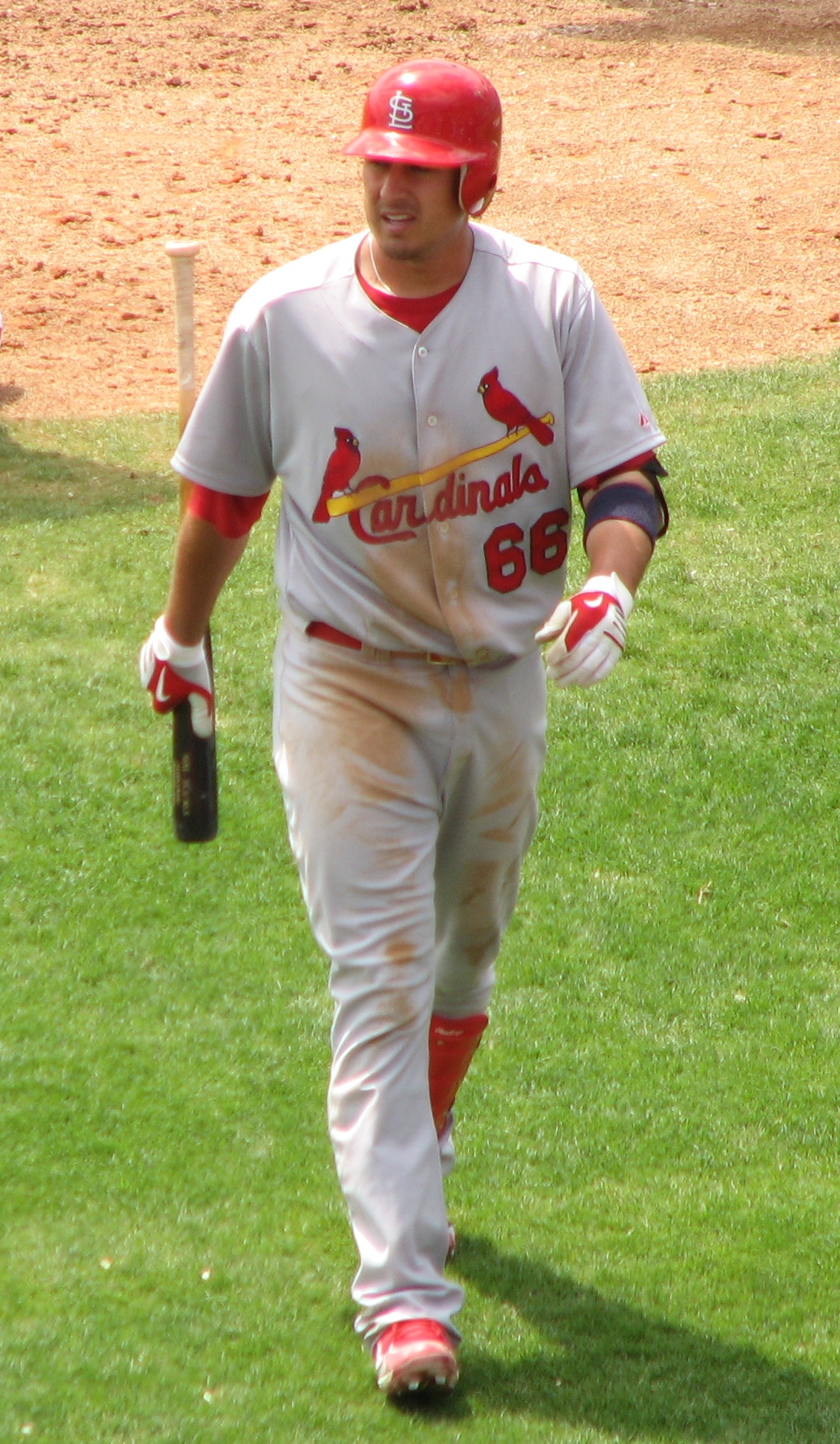
Allen Craig

Umpires: HP: Jerry Layne. 1B: Greg Gibson. 2B: Alfonso Márquez. 3B: Ron Kulpa. LF: Ted Barrett. RF: Gary Cederstrom.

Asistencia: 46.406 espectadores.

Duración: 3 h 6 m

| Inning | Anotaciones |
| ------ | --- |
| 4      | Turno de St. Louis: Lance Berkman batea sencillo, Albert Pujols (base por golpe) y Matt Hollyday (doble), anotan, 2-0.                                                                 |
| 5      | Turno de Texas: Mike Napoli anota home run con Adrián Beltré (sencillo) en base, 2-2.                                                                                                  |
| 6      | Turno de St. Louis: Por Texas, Alexi Ogando releva al lanzador abridor C. J. Wilson (5.2 EL, 4 H, 3 CL, 6 BB, 4 P, 0 HR); Allen Craig batea sencillo, David Freese (doble) anota, 3-2. |
| 7      | Turno de Texas: Por St. Louis, Fernando Salas releva al lanzador abridor Chris Carpenter (6.0 EL, 5 H, 2 CL, 1 BB, 4 P, 0 HR).                                                         |
| 9      | Turno de Texas: Jason Motte lanza por St. Louis y salva el juego. |

Comentarios
En la victoria de St. Louis fue determinante el movimiento del mánager Tony La Russa, que mandó como bateador emergente a Allen Craig ante el relevista de Texas Alexi Ogando para el sexto episodio; Craig bateó un sencillo que remolcó la carrera de la victoria para los Cardinals. Asimismo, ambos lanzadores abridores lograron una buena faena, a diferencia del discreto desempeño que tuvieron en las series de postemporada de sus ligas. El encuentro se jugó con temperatura fría (9 °C) y ráfagas de lluvia.

### Juego 2
| Equipo              | 1 | 2 | 3 | 4 | 5 | 6 | 7 | 8 | 9 | C | H | E |
| ------------------- | - | - | - | - | - | - | - | - | - | - | - | - |
| Texas Rangers       | 0 | 0 | 0 | 0 | 0 | 0 | 0 | 0 | 2 | 2 | 5 | 1 |
| St. Louis Cardinals | 0 | 0 | 0 | 0 | 0 | 0 | 1 | 0 | 0 | 1 | 6 | 1 |

LG: Mike Adams (1-0)  LP: Jason Motte (0-1)  SV: Neftalí Féliz (1)  

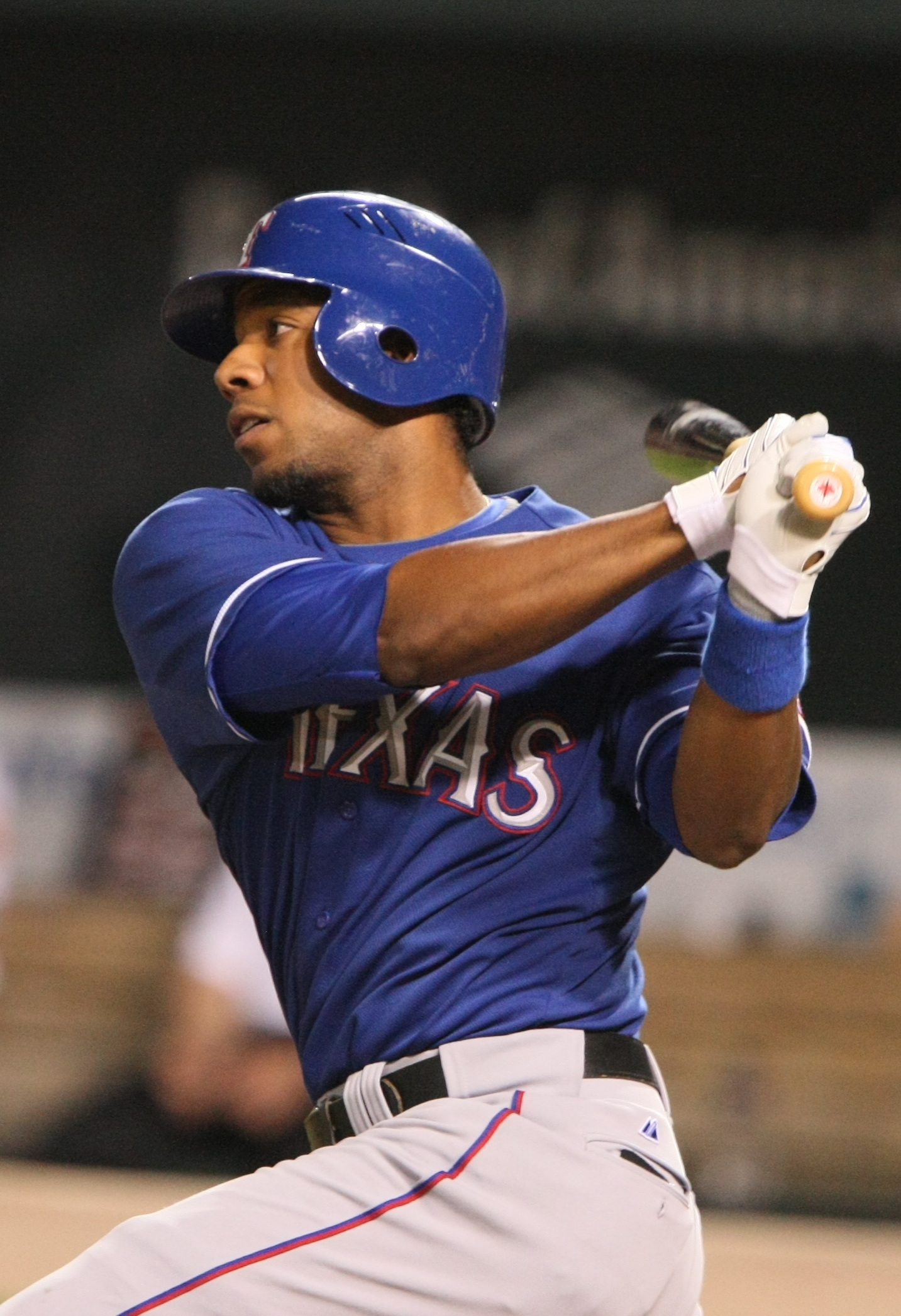
Elvis Andrus.

Umpires: HP: Greg Gibson. 1B: Alfonso Márquez. 2B: Ron Kulpa. 3B: Ted Barrett. LF: Gary Cederstrom. RF: Jerry Layne.

Asistencia: 47.288 espectadores.

Duración: 3 h 4 m

| Inning | Anotaciones |
| ------ | --- |
| 7      | Turno de St. Louis: Por Texas, Alexi Ogando releva al abridor Colby Lewis (6.2 EL, 4 H, 1 CL, 2 BB, 4 P, 0 HR); Allen Craig batea sencillo, David Freese (sencillo) anota, 1-0. |
| 8      | Turno de St. Louis: Por Texas, Fernando Salas releva al abridor Jaime García (7 EL, 3 H, 0 CL, 1 BB, 7 P, 0 HR).                                                                |
| 9      | Turno de Texas: elevado de sacrificio de Josh Hamilton, Ian Kinsler (sencillo) anota, 1-1; elevado de sacrificio de Michael Young, Elvis Andrus (sencillo), anota, 1-2.         |

Comentarios
Tras seis entradas de dominio de los lanzadores abridores, St. Louis se puso en ventaja en el séptimo episodio, pero los Rangers lograron remontar la diferencia en el último inning con la carrera del triunfo anotada por Elvis Andrus, quien además fue determinante en la victoria de su equipo al hacer dos notables jugadas a la defensiva. Esa entrada los Rangers lograron un bateo oportuno y buen corrido de bases.

### Juego 3
| Equipo              | 1 | 2 | 3 | 4 | 5 | 6 | 7 | 8 | 9 | C  | H  | E |
| ------------------- | - | - | - | - | - | - | - | - | - | -- | -- | - |
| St. Louis Cardinals | 1 | 0 | 0 | 4 | 3 | 4 | 2 | 1 | 1 | 16 | 15 | 0 |
| Texas Rangers       | 0 | 0 | 0 | 3 | 3 | 0 | 1 | 0 | 0 | 7  | 13 | 3 |

LG: Lance Lynn (1-0)  LP: Matt Harrison (0-1)  
HRs:  STL – Allen Craig (1), Albert Pujols (3)  TEX – Michael Young (1), Nelson Cruz (1)

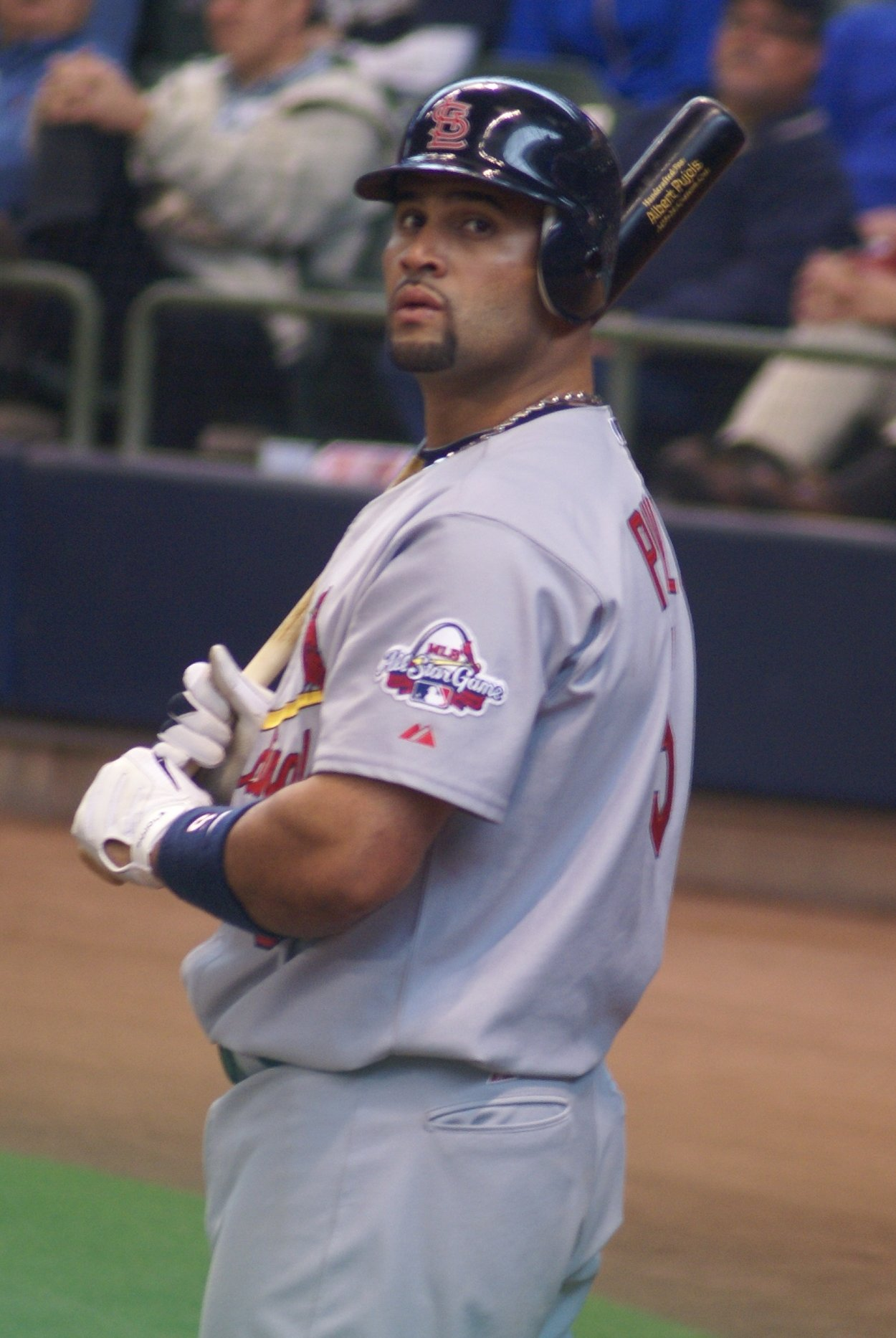
Albert Pujols.

Umpires: HP: Alfonso Márquez. 1B: Ron Kulpa. 2B: Ted Barrett. 3B: Gary Cederstrom. LF: Jerry Layne. RF: Greg Gibson.

Asistencia: 51.462 espectadores.

Duración: 4 h 4 m

| Inning | Anotaciones |
| ------ | --- |
| 1      | Turno de St. Louis: Allen Craig batea home run solitario, 0-1. |
| 4      | Turno de St. Louis: David Freese batea un doble, Matt Hollyday (jugada de selección) anota, 0-2; Jon Jay en base por jugada de selección, Lance Berkman (sencillo) y David Freese anotan, 0-4.; Ryan Theriot batea sencillo, Yadier Molina (base por bolas) anota, 0-5. Por Texas: Scott Feldam releva al lanzador abridor Matt Harrison (3.2 EL, 6 H, 3 CL, 1 BB, 3 P, 1 HR). Turno de Texas: Michael Young batea home run, 1-5; Nelson Cruz batea home run con Adrián Beltré (sencillo) en base, 3-5. Por St. Louis: Fernando Salas releva al abridor Kyle Lohse (3.0 EL, 5 H, 3 CL, 2 BB, 3 P, 2 HR). |
| 5      | Turno de St. Louis: David Freese es puesto out con roletazo a tercera base, Albert Pujols (sencillo) anota, 3-6; Yadier Molina batea doble, Matt Hollyday (base por bolas) y Lance Berkman (base por bolas) anotan, 3-8. Turno de Texas: Michael Young batea un doble, Elvis Andrus (sencillo) anota, 4-8; Adrián Beltré batea sencillo, Josh Hamilton (sencillo) anota, 5-8; Mike Napoli batea elevado de sacrificio, Michael Young anota, 6-8. |
| 6      | Turno de St. Louis: Albert Pujols batea home run con Ryan Theriot (base por bolas) y Rafael Furcal (sencillo) en base, 6-11; Yadier Molina batea elevado de sacrificio, Matt Hollyday (error) anota, 6-12. |
| 7      | Turno de St. Louis: Albert Pujols batea home run con Allen Craig (base por bolas) en base, 6-14. Turno de Texas: Mike Napoli batea elevado de sacrificio, Adrián Beltré (doble) anota, 7-14. |
| 8      | Turno de St. Louis: Yadier Molina batea un doble, Daniel Descalso (corredor emergente) anota, 7-15. |
| 9      | Turno de St. Louis: Albert Pujols anota un home run con las bases limpias, 7-16. |

Comentarios
Para la cuarta entrada los Cardinals estaban adelante en el marcador cinco carreras a cero; pero los Rangers pudieron acercarse a dos carreras esa misma entrada, pero nuevamente, en el quinto episodio, los de St. Louis se adelantaron en el marcador por seis a tres. En la parte alta del sexto, con el marcador 6-8 a favor de los visitantes, comenzó el contundente bateo de Albert Pujols que conectaría tres "vuelacercas" en lo que restaría del juego, su actuación ha sido calificada como  “la mejor actuación ofensiva de todos los tiempos en un partido del Clásico de Otoño”, pues terminó con cinco "hits" en seis turnos, seis carreras impulsadas y cuatro carreras anotadas.

### Juego 4
| Equipo              | 1 | 2 | 3 | 4 | 5 | 6 | 7 | 8 | 9 | C | H | E |
| ------------------- | - | - | - | - | - | - | - | - | - | - | - | - |
| St. Louis Cardinals | 0 | 0 | 0 | 0 | 0 | 0 | 0 | 0 | 0 | 0 | 2 | 0 |
| Texas Rangers       | 1 | 0 | 0 | 0 | 0 | 3 | 0 | 0 | x | 4 | 6 | 0 |

LG: Derek Holland (1-0)  LP: Edwin Jackson (0-1)  
HRs:  TEX – Mike Napoli (2)

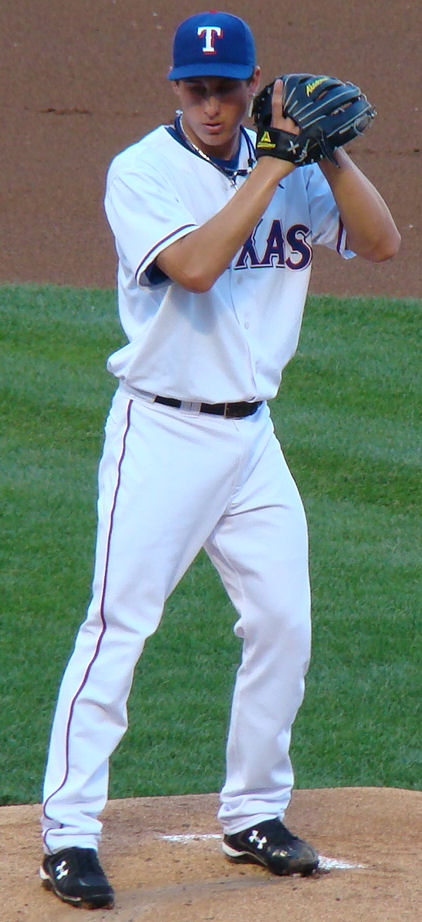
Derek Holland.

Umpires: HP: Ron Kulpa. 1B: Ted Barrett. 2B: Gary Cederstrom. 3B: Jerry Layne. LF: Greg Gibson. RF: Alfonso Márquez.

Asistencia: 51.539 espectadores.

Duración: 3 h 7 m

| Inning | Anotaciones |
| ------ | --- |
| 1      | Turno de Texas: Josh Hamilton batea un doble, Elvis Andrus (sencillo) anota, 1-0. |
| 6      | Turno de Texas: Por St. Louis, Mitchell Boggs releva al lanzador abridor Edwin Jackson (5.1 EL, 3 H, 3 CL, 7 BB, 3 P, 0 HR); Mike Napoli batea un home run con Nelson Cruz (base por bolas) y David Murphy (base por bolas) en base, 4-0. |
| 9      | Turno de St. Louis: Por Texas, Neftalí Féliz releva al lanzador abridor Derek Holland (8.1 EL, 2 H, 0 CL, 2 BB, 7 P, 0 HR). |

Comentarios
El lanzador abridor de los Rangers, Derek Holland, contuvo la ofensiva de los Cardinals a dos hits por ocho episodios y un tercio. También fue fundamental el cuadrangular de Mike Napoli en la sexta entrada que amplió el marcador cuatro por cero a favor de los texanos. Apenas Lance Berkan tuvo un desempeño notable por St. Louis a la ofensiva, con dos hits en tres turnos.

### Juego 5
| Equipo              | 1 | 2 | 3 | 4 | 5 | 6 | 7 | 8 | 9 | C | H | E |
| ------------------- | - | - | - | - | - | - | - | - | - | - | - | - |
| St. Louis Cardinals | 0 | 2 | 0 | 0 | 0 | 0 | 0 | 0 | 0 | 2 | 7 | 1 |
| Texas Rangers       | 0 | 0 | 1 | 0 | 0 | 1 | 0 | 2 | x | 4 | 9 | 2 |

LG: Darren Oliver (1–0)  LP: Octavio Dotel (0–1)  SV: Neftalí Féliz (2)  
HRs:  TEX – Mitch Moreland (1), Adrián Beltré (1)

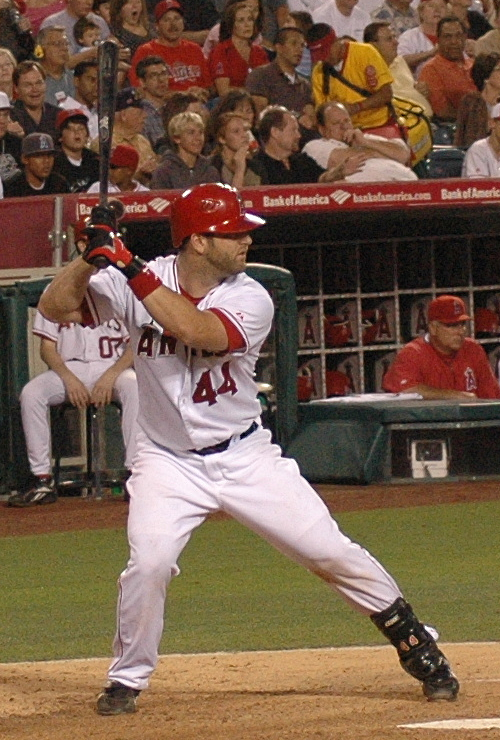
Mike Napoli.

Umpires: HP: Ted Barrett. 1B: Gary Cederstrom. 2B: Jerry Layne. 3B: Greg Gibson. LF: Alfonso Márquez. RF: Ron Kulpa.

Asistencia: 51.459 espectadores.

Duración: 3 h 31 m

| Inning | Anotaciones |
| ------ | --- |
| 2      | Turno de St. Louis: Yadier Molina batea un sencillo, Matt Hollyday (base por bolas) anota, 0-1; Skip Schumaker es puesto out con roletazo a primera base, Lance Berkman (base por bolas) anota, 0-2.                        |
| 3      | Turno de Texas: Mitch Moreland batea un home run con las bases limpias, 1-2. |
| 6      | Turno de St. Louis: Por Texas, Scott Feldman releva al lanzador abridor C. J. Wilson (5.1 EL, 4 H, 1 CL, 5 BB, 3 P, 0 HR). Turno de Texas: Adrián Beltré batea un home run con las bases limpias, 2-2.                      |
| 8      | Turno de Texas: Por St. Louis, Octavio Dotel releva al lanzador abridor Chris Carpenter (7.0 EL, 6 H, 2 CL, 2 BB, 4 P, 2 HR); Mike Napoli batea un doble, Michael Young (doble) y Nelson Cruz (base por bolas) anotan, 4-2. |
| 9      | Turno de St. Louis: Neftalí Féliz salva el juego para Texas. |

Comentarios
Los Cardinals lograron adelantarse en el marcador dos carreras por cero, pero sendos jonrones de Mitch Moreland y Adrián Beltré lograron nivelar el marcador para Texas. Para el octavo episodio, Mike Napoli logró por segunda ocasión el batazo decisivo para los texanos con un doblete que impulsó dos carreras, y nuevamente el dominicano Neftalí Féliz fue fundamental al adjudicarse otro juego salvado.

### Juego 6
| Equipo              | 1 | 2 | 3 | 4 | 5 | 6 | 7 | 8 | 9 | 10 | 11 | C  | H  | E |
| ------------------- | - | - | - | - | - | - | - | - | - | -- | -- | -- | -- | - |
| Texas Rangers       | 1 | 1 | 0 | 1 | 1 | 0 | 3 | 0 | 0 | 2  | 0  | 9  | 15 | 2 |
| St. Louis Cardinals | 2 | 0 | 0 | 1 | 0 | 1 | 0 | 1 | 2 | 2  | 1  | 10 | 13 | 3 |

LG: Jake Westbrook (1-0)  LP: Mark Lowe (0-1)  
HRs:  TEX – Adrián Beltré (2), Nelson Cruz (2), Josh Hamilton (1)  STL – Lance Berkman (1), Allen Craig (2), David Freese (1)

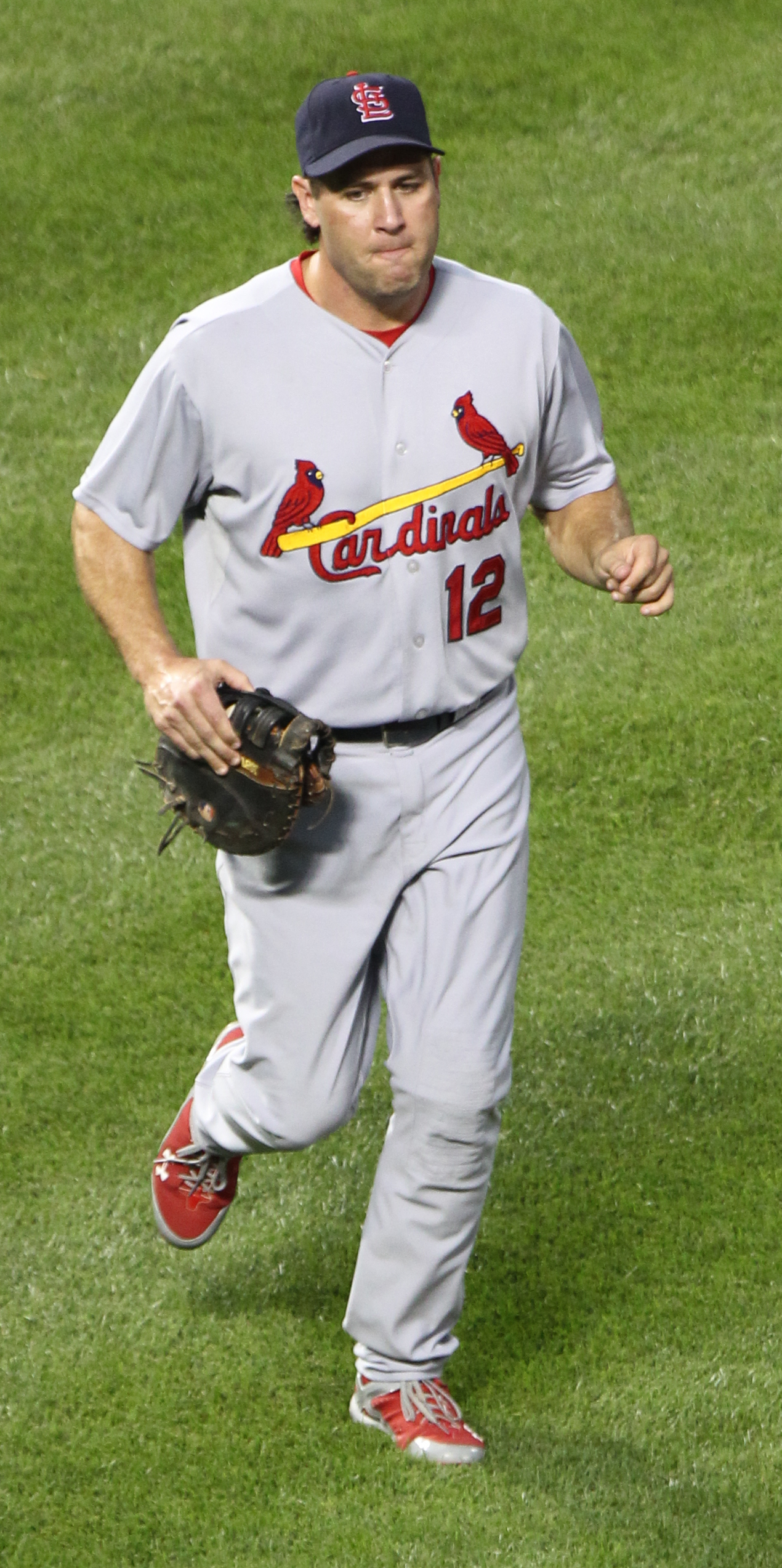
Lance Berkman.

Umpires: HP: Gary Cederstrom. 1B: Jerry Layne. 2B: Greg Gibson. 3B: Alfonso Márquez. LF: Ron Kulpa. RF: Ted Barrett.

Asistencia: 47.325 espectadores.

Duración: 4 h 33 m

| Inning | Anotaciones |
| ------ | --- |
| 1      | Turno de Texas: Josh Hamilton batea sencillo, Ian Kinsler (base por bolas) anota, 0-1. Turno de St. Louis: Lance Berkman batea un home run con Skip Schumaker (sencillo) en base, 2-1. |
| 2      | Turno de Texas: Ian Kinsler batea un doble por regla, Craig Gentry (sencillo) anota, 2-2. |
| 4      | Turno de Texas: Por St. Louis, Fernando Salas releva al lanzador abridor Jaime García (3 EL, 5 H, 2 CL, 2 BB, 3 P, 0 HR); Mike Napoli batea sencillo, Nelson Cruz (error) anota, 2-3. Turno de St. Louis: Yadier Molina batea un roletazo a tercera base, Lance Berkman (error) anota, 3-3. |
| 5      | Turno de Texas: Michael Young batea un doble, Josh Hamilton (error) anota, 3-4. |
| 6      | Turno de St. Louis: Por Texas, Alexi Ogando releva al lanzador abridor Colby Lewis (5.1 EL, 3 H, 2 CL, 3 BB, 4 P, 1 HR); Yadier Molina recibe base por bolas, Lance Berkman (sencillo) anota, 4-4.                                                                                          |
| 7      | Turno de Texas: Adrián Beltré batea un home run con las bases limpias, 4-5; Nelson Cruz batea un home run solitario, 4-6; Ian Kinsler batea sencillo, Derek Holland (sacrificio) anota, 4-7.                                                                                                |
| 8      | Turno de St. Louis: Allen Craig batea cuadrangular con las bases limpias, 5-7. |
| 9      | Turno de St. Louis: David Freese batea un triple, Albert Pujols (doble) y Lance Berkman (base por bolas) anotan, 7-7. |
| 10     | Turno de Texas: Josh Hamilton batea cuadrangular con Elvis Andrus (sencillo) en base, 7-9. Turno de St. Louis: Ryan Theriot es puesto out con roletazo a tercera base, Daniel Descalso (sencillo) anota, 8-9; Lance Berkman batea un sencillo, Jon Jay (sencillo) anota, 9-9.               |
| 11     | Turno de St. Louis: David Freese batea cuadrangular con las bases limpias, 10-9. |

Comentarios
El juego estaba programado para el 26 de octubre pero fue pospuesto para el día siguiente debido a intensa lluvia. El encuentro terminó siendo uno de los más emotivos de la historia de las Series Mundiales, ya que St. Louis estaba a un strike de perder el título en la parte baja del noveno episodio, pero David Freese empujó con un triple las dos carreras necesarias para empatar las acciones a siete anotaciones por bando. Los Rangers acariciaron una vez más el cetro con cuadrangular de Josh Hamilton con uno en base dejando el score 7-9 en el décimo episodio, pero los Cardinals nuevamente empataron el juego, otra vez faltándole un strike para perder. En el undécimo inning, otra vez Freese se convirtió en el bateador decisivo por los locales con un cuadrangular solitario que alargó la serie a siete juegos.

### Juego 7
| Equipo              | 1 | 2 | 3 | 4 | 5 | 6 | 7 | 8 | 9 | C | H | E |
| ------------------- | - | - | - | - | - | - | - | - | - | - | - | - |
| Texas Rangers       | 2 | 0 | 0 | 0 | 0 | 0 | 0 | 0 | 0 | 2 | 6 | 0 |
| St. Louis Cardinals | 2 | 0 | 1 | 0 | 2 | 0 | 1 | 0 | x | 6 | 7 | 1 |

LG: Chris Carpenter (2-0)  LP: Matt Harrison (0-2)  
HRs:  STL – Allen Craig (3)

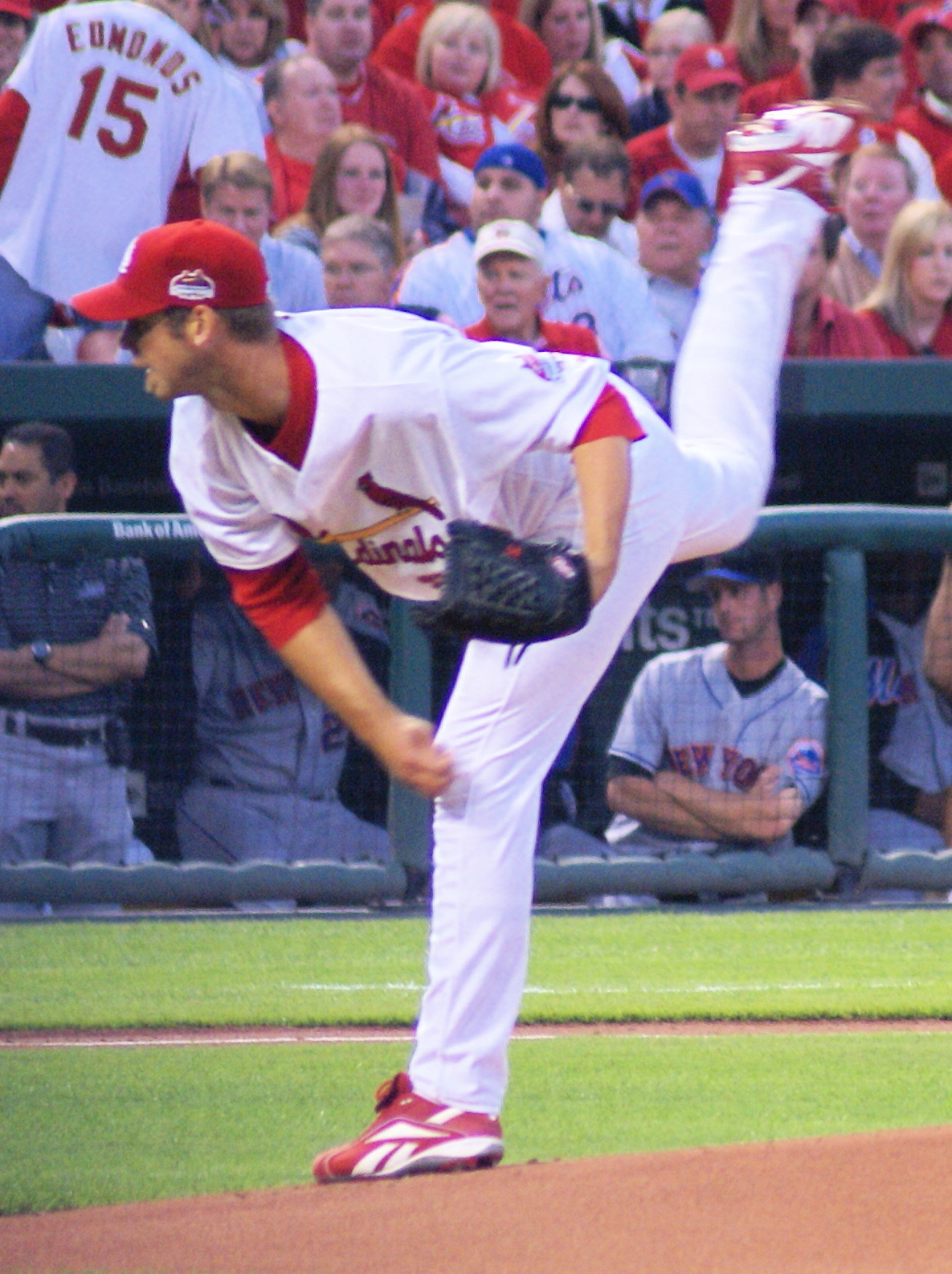
Chris Carpenter.

Umpires: HP: Jerry Layne. 1B: Greg Gibson. 2B: Alfonso Márquez. 3B: Ron Kulpa. LF: Ted Barrett. RF: Gary Cederstrom.

Asistencia: 47.399 espectadores.

Duración: 3 h 17 m

| Inning | Anotaciones |
| ------ | --- |
| 1      | Turno de Texas: Josh Hamilton batea un doble, Elvis Andrus (base por bolas), anota 0-1; Michael Young batea un doble, Josh Hamilton anota, 0-2. Turno de St. Louis: David Freese batea un doble, Albert Pujols (base por bolas) y Lance Berkman anotan, 2-2.                 |
| 3      | Turno de St. Louis: Allen Craig batea un cuadrangular con las bases limpias, 3-2. |
| 5      | Turno de St. Louis: Por Texas, Scott Feldam releva al lanzador abridor Matt Harrison (4.0 EL, 5 H, 3 CL, 2 BB, 1 P, 1 HR); Yadier Molina obtiene base por bolas con las bases llenas, Allen Craig anota, 4-2; Rafael Furcal recibe base por golpe, Albert Pujols anota, 5-2. |
| 7      | Turno de Texas: Por St. Louis, Arthur Rhodes releva al lanzador abridor Chris Carpenter (6.0 EL, 6 H, 2 CL, 2 BB, 5 P, 0 HR) Turno de St. Louis: Yadier Molina batea sencillo, Lance Berkman anota, 6-2.                                                                     |

Comentarios
Los locales nuevamente debieron remontar un marcador adverso cuando Texas se adelantó en el marcador 0-2 en el primer episodio, pero esa misma entrada lograron empatar las acciones gracias a un doble de David Freese. Para el tercer episodio, Allen Craig puso definitivamente adelante a los patirrojos por medio de un cuadrangular, hasta ampliar el marcador 6-2 en la séptima entrada. 
Los Cardinals se proclamaron campeones de las Grandes Ligas por decimoprimera ocasión en su historia, además de ser el quinto equipo en alzarse con el título tras haber obtenido el pase a postemporada por medio de un wild card. Por su parte los Rangers perdieron su segunda Serie Mundial consecutiva, situación que no ocurría desde 1992 con los Atlanta Braves.
|                                                              |
| Campeón de las Grandes Ligas St. Louis Cardinals 11.º título |

## Jugador más valioso

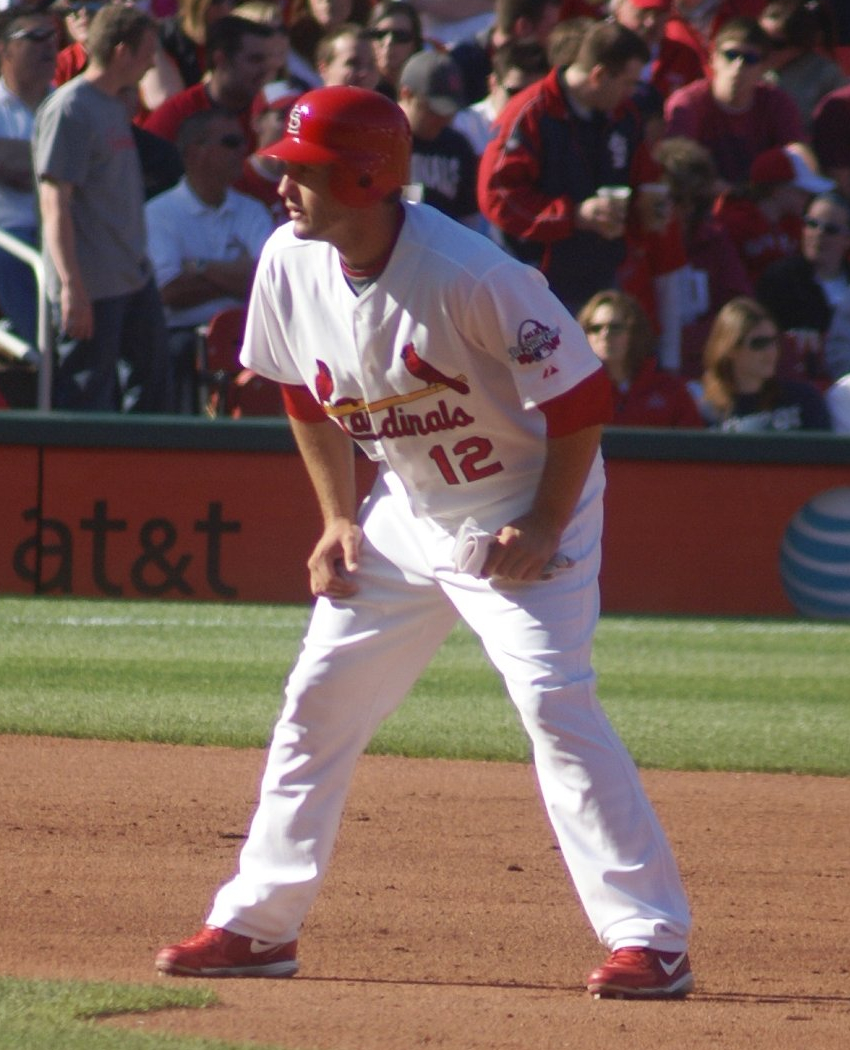
David Freese.

David Freese resultó elegido como el jugador más valioso de la serie, ya que fue fundamental para que su equipo obtuviera el título, especialmente en los juegos seis y siete en los que empató o dio ventaja a su equipo en el marcador; además implantó la marca de 21 carreras impulsadas en postemporada para un jugador. Freese también fue elegido como el más valioso de la serie por el campeonato de la Liga Nacional ante los Milwaukee Brewers.
| Jugador      | Equipo | JJ | VB | CA | H | 2B | 3B | HR | CE | BB | K | BR | OR | AVE  |
| David Freese | STL    | 7  | 23 | 4  | 8 | 3  | 1  | 1  | 7  | 5  | 3 | 0  | 0  | .348 |

JJ: Juegos jugados, VB: Veces al bate, CA: Carreras anotadas, H: Hits, 2B: Dobles, 3B: Triples, HR: Home runs, CE: Carreras empujadas, BB: Bases por bolas, K: Ponches, BR: Bases robadas, OR: Outs robando, AVE: Porcentaje de bateo